# Newton Estillac Leal
Newton Estillac Leal (Rio de Janeiro, 6 de agosto de 1893 — Rio de Janeiro, 1 de maio de 1955) foi um general-de-exército brasileiro, ministro da Guerra durante o governo constitucional de Getúlio Vargas.